# Черменате
Чермена̀те (на италиански: Cermenate; на ломбардски: Cermenàa, Черменаа) е град и община в Северна Италия, провинция Комо, регион Ломбардия. Разположен е на 297 m надморска височина. Населението на общината е 9204 души (към 2017 г.).